# Hubert Damen
Pour les articles homonymes, voir Damen.
 (janvier 2017).
Si vous disposez d'ouvrages ou d'articles de référence ou si vous connaissez des sites web de qualité traitant du thème abordé ici, merci de compléter l'article en donnant les références utiles à sa vérifiabilité et en les liant à la section « Notes et références ».
Hubert Damen (né à Anvers le 23 mars ou le 14 septembre 1946) est un acteur flamand de cinéma et de théâtre.

## Biographie
Il est connu du grand public pour ses rôles dans Niet voor Publikatie, Caravans et Lili & Marleen. Il connaît son plus grand succès avec le rôle principal de la série télévisée policière Witse (2004-aujourd'hui).